# Жемчужина (зупинний пункт)
Жемчу́жина (біл. Жамчу́жына) — пасажирський залізничний зупинний пункт Берестейського відділення Білоруської залізниці на лінії Хотислав — Берестя-Центральний між зупинними пунктами Дубок (1,3 км) та Кам'яна (2,4 км). Розташований за 1 км на схід від села Підлісся-Кам'янецьке Берестейського району Берестейської області.

## Пасажирське сполучення
Пасажирське сполучення здійснюється регіональними поїздами економ-класу сполученням Берестя-Центральний — Хотислав.